# Onorato Comini
Onorato Comini (Nave, 22 luglio 1843 – Brescia, 30 luglio 1913) è stato un politico italiano.
È stato esponente di primo piano dei repubblicani bresciani e deputato alla Camera dal 1882 al 1890.

## Biografia
Nacque da una modesta famiglia a Nave il 22 luglio 1843. Il padre, Ubaldo, fu vicino agli ambienti risorgimentali e venne arrestato dopo i moti bresciani del 1848; imprigionato nel Castello di Brescia venne inizialmente condannato a morte, ma in seguito graziato. A causa della prigionia, rimase infermo per il resto della vita.
Onorato frequentò inizialmente il ginnasio di Lovere, poi quello di Brescia. Frequentò l'Università degli Studi di Pavia in qualità di alunno del Collegio Ghisleri. Nel 1866, in occasione della terza guerra d'indipendenza lasciò gli studi universitari per recarsi a Como dove si arruolò nella Terza Compagnia del 1º Reggimento.
Al termine del conflitto, riprese gli studi a Pavia e si laureò in Giurisprudenza a pieni voti. A Brescia fece pratica nello studio di Giuseppe Zanardelli e insegnò nel collegio Peroni. Politicamente si avvicinò al movimento repubblicano di Gabriele Rosa, sebbene mantenne buoni rapporti con i liberali progressisti della Sinistra storica che facevano riferimento a Zanardelli. Nel 1878 fu eletto assessore nella giunta del sindaco Giovan Battista Formentini.
In occasione delle elezioni politiche del 1882 si candidò nel listino che i repubblicani bresciani presentarono nel collegio di Brescia. Al primo turno conseguì 2589 preferenze, ottenendo la sesta posizione, dietro  Bortolo Benedini che lo affrontò al ballottaggio. In quest'occasione ebbe l'appoggio dei liberali progressisti, con un esplicito intervento da parte di Zanardelli che intendeva ingraziarsi i repubblicani in vista delle amministrative parziali dell'anno seguente: Comini vinse con 5354 voti contro i 5193 ottenuti da Benedini.
Si ripresentò anche alle elezioni successive dove venne eletto al ballottaggio con 6922 preferenze. Alle elezioni del 1890 non riuscì a ottenere il numero di voti necessari per poter partecipare al ballottaggio e non venne eletto. A partire dal 1892, con il ritorno del sistema elettorale a collegi uninominali, fu il candidato di bandiera dei repubblicani in numerose occasioni:
- nel 1892 si presentò al collegio di Brescia con l'inedito appoggio dei liberal moderati locali in chiave antizanardelliana; venne sconfitto dal deputato uscente, il liberal progressista Massimo Bonardi;
- nel 1900 venne candidato sia nel collegio di Salò che in quello di Brescia e fu sconfitto rispettivamente dal moderato Pompeo Molmenti e da Bonardi;
- nel 1904 il suo nome fu proposto nuovamente nel collegio salodiano e anche in questo caso venne sconfitto da Molmenti.

A causa della morte di Bonardi, avvenuta nel febbraio del 1905, il collegio di Brescia fu richiamato al voto il 23 marzo. Le elezioni suppletive si tennero dopo poche settimane da quelle comunali generali che avevano sancito la vittoria dell'alleanza clerico-moderata a discapito di quella tra zanardelliani e repubblicani. I comizi elettorali furono quindi caratterizzati da una forte polemica tra gli ex alleati. I repubblicani decisero di non sostenere il candidato dei liberali progressisti, Girolamo Orefici, e presentarono nuovamente Comini il quale ottenne un numero di voti sufficiente a permettere la vittoria del candidato dei liberal moderati Giacomo Bonicelli. Dopo il risultato elettorale, Comini iniziò a riavvicinare i repubblicani agli zanardelliani in un cammino che avrebbe portato l'anno seguente alla vittoria della nuova alleanza in occasione delle elezioni comunali generali. La nuova Giunta fu guidata da Orefici e Comini fu eletto assessore.
Alle elezioni del 1909, Comini fu il candidato unico dell'alleanza tra zanardelliani e repubblicani per il collegio bresciano e affrontò nuovamente il deputato uscente Bonicelli. Durante la campagna emerse l'anticlericalismo di Comini e molti cattolici, nonostante il non expedit, decisero di andare a votare per Bonicelli che vinse agevolmente.
Onorato Comini morì a Brescia il 30 luglio 1913.
Oltre a Brescia, fu consigliere comunale a Nave e a Prandaglio. Per il primo mandamento di Brescia fu consigliere provinciale dal 1888 al 1895. Fu membro della Loggia massonica Arnaldo, dell'Ordine degli Avvocati di Brescia, del Consiglio provinciale scolastico e della Giunta provinciale per le scuole medie. Contribuì a fondare «Il Fascio», organo di stampa dei repubblicani bresciani, che fu pubblicato dal 1899 al 1903.

## Opere
- "Intorno a Brescia" in "Brixia 1882. Per l'inaugurazione del monumento ad Arnaldo", Brescia, Stabilimento Tipografico Apollonio, 1882.
- "Carlo Giustacchini di Nave" in "Nel cinquantenario delle X giornate", Brescia, Istituto sociale d'istruzione, 1899.
- "Gabriele Rosa" in "Nel cinquantenario delle X giornate", Brescia, Istituto sociale d'istruzione, 1899.

## Onorificenze
Sulla parete dell'abitazione di Comini, sita in via Dante a Brescia, il 5 aprile 1914 fu murata una lapide commemorativa a cura del Circolo Arnaldo:
MAZZINIANO GARIBALDINO DEPUTATO AL PARLAMENTO 

PASSÒ SUPERBO DI FEDE

DEL POPOLO EBBE GLI IMPETI GENEROSI E FETTI

LIBERO VISSE E NON CONOBBE VILTÀ

BRESCIA L'ONORA»
Durante i lavori per la costruzione di Piazza della Vittoria, la lapide fu staccata e accantonata in un magazzino comunale. Fu poi recuperata nel secondo dopoguerra e murata su una parete del portico sotto la Torre della Rivoluzione.